# A Letter to Elia
A Letter to Elia è un documentario del 2010 diretto da Kent Jones e Martin Scorsese.

## Trama
Il documentario indaga la vita del regista cinematografico Elia Kazan e l'influenza del suo lavor sul cinema di Scorsese.